# ラ・カンブル (学校)
ラ・カンブル（La Cambre、Ecole nationale superieure des arts visuels de La Cambre）はベルギー国立の高等芸術学校。日本語表記にはラ・カンブル国立美術学校、ベルギー国立建築視覚芸術大学、ラ・カンブル視覚芸術高等専門学校、国立視覚芸術高等専門学校、ラ・カンブル国立美術学校、国立ラ・カンブル美術大学、エコール・ド・ラ・カンブル、ラ・カンブルの学校などが用いられる。
ラ・カンブルは高校課程修了を入学資格とする大学と同等の教育機関であるが、技術の習得を重視する点で大学とは区別される。スタージュという研修・実習制度やボザールのようなアトリエ制を採用している学科もある。

## 沿革
建築と視覚芸術の教育機関として設立された学校として有名であるが、1980年、ラ・カンブルは、2つの別々の学校、すなわち視覚芸術の国立学校ENSAV（LA CAMBRE / Ecole nationale superieure des arts visuels）と、ベルギーのフランス共同体圏建築のための高等研究機関ISACF（Institut superieur d'Architecture de la Communaute francaise de Belgique）に分かれた。 さらに2009年からISACFラ・カンブルISAヴィクトール・オルタがブリュッセル自由大学（ULB）に参加し、建築の新しい学部「建築学部ラ・カンブル-オルタ」になり、ベルギーのフランス共同体の建築課程すべての高等機関は、4つの主要なフランス語圏の大学へ統合した。これにより、それまで存在しなかった博士課程を有する初の研究機関となった。
建築家ヴィクトール・オルタの指揮の下、20世紀初頭に改革建築家ヴィクトール・オルタによる高等研究所が設立された。1927年にブリュッセルのアカデミー・デ・ボザールの教えの後継者としてアントワープ出身の建築家兼画家兼デザイナーで、ドイツのワイマールでバウハウスの前身である建築美術学校を営んでいたアンリ・ヴァン・ド・ヴェルドの手による。ラ・カンブルは、建築及びそれに関わる応用美術の学校として設立された。

## キャンパス
ENSAVは、ブリュッセル中央駅から4キロほど南に行ったカンブルの森の中に位置する12世紀末に建てられ宗教戦争で壊されて17世紀に再建された元修道院のカンブル大修道院21番地の建物が主な校舎として利用されている。この修道院の一部は曜日、時間限定で見学も可能である。
名前は高等芸術装飾研究所（Institut superieur des Arts decoratifs）で設立されるが、学校がイクセルのラ・カンブル大修道院構内であったので "ラ・カンブル"として知られるようになった。名前の由来となっているラ・カンブル修道院建物の他、一部の学科の教室は、そこから道を隔てたビルの中で、2棟の建物に分かれており、ルイーズ通りにある普通の建物と、フランクリン・ルーズベルト通りに面する建物、ヴァン・デ・ヴェルデが設計したアールデコ様式内装の通称ヴァン・デ・ヴェルデ館（HOTEL VAN DE VELDE）がある。

## 学科構成
約700名の学生が下記の18学科にて学んでいる。
- Accessoires - uniquement niveau master (2015)
- Architecture d'intérieur
- Céramique
- Cinéma d'animation (1957)
- Communication visuelle et graphique
- Conservation et restauration des œuvres d'art (1981)
- Design du livre et du papier (Reliure)
- Design industriel (1954)
- Design textile
- Dessin
- Espace urbain
- Gravure et image imprimée
- Peinture
- Photographie
- Scénographie
- Sculpture
- Stylisme et création de mode dite La Cambre Mode[s]
- Typographie (et design graphique)

## 歴代学長
現在の学長はCaroline Mierop、副学長はBarbara Cugliettaが務める。
- 1927-1936 Henry Van de Velde
- 1936-1950 Herman Teirlinck (詩人、劇作家)
- 1950-1964 Léon Stynen (建築家)
- 1965-1979 Robert-Louis Delevoy (美術史家)
- 1980-1992 Joseph Noiret (著述家)
- 1992-2002 France Borel (美術史家)
- 2003-... Caroline Mierop (都市建築家)

## 著名な卒業生
- Pierre Alechinsky (peintre et graveur)
- Charles Anastase
- Stéphane Aubier (cinéaste)
- Thierry Brunfaut (designer Base Design)
- Cédric Charlier (styliste)
- Lucien De Roeck
- Nathalie Dewez (designer)
- Sandrina Fasoli (styliste)
- Michel Frère
- Benoît Jacques (illustrateur)
- Ann Veronica Janssens (artiste)
- Marie-Jo Lafontaine (artiste)
- Pascal Lemaître (illustrateur)
- Guionne Leroy
- Vincent Patar (cinéaste)
- Léa Peckre
- Elric Petit (designer Big Game)
- Cathy Pill (styliste)
- Fabrice Samyn (artiste)
- Michel Smolders
- Olivier Theyskens
- Bernard Tirtiaux (maître verrier)
- Anthony Vaccarello
- Didier Vermeiren (artiste)
- Jean-Manuel Duvivier (Graphiste)